# Phaegoptera picturata
Phaegoptera picturata là một loài bướm đêm thuộc phân họ Arctiinae, họ Erebidae.